# Jarosław Fedorowski
Jarosław Jacek Fedorowski – polski lekarz, specjalista chorób wewnętrznych, kardiologii oraz organizacji kompleksowej ochrony zdrowia, prezes Polskiej Federacji Szpitali, gubernator i członek Prezydium Europejskiej Federacji Szpitali, wiceprzewodniczący Korporacji "Zdrowe Zdrowie" Pracodawców RP.

## Życiorys
Ukończył studia na Wydziale Lekarskim Śląskiej Akademii Medycznej. W następnych latach pracował w Wojewódzkim Ośrodku Kardiologii w Zabrzu oraz w Katedrze Mikrobiologii w Katowicach. Nostryfikował dyplom i pracował w szpitalach uniwersyteckich w Nowym Jorku oraz Savannah. Na terenie USA prowadził też własną praktykę, był nauczycielem akademickim i członkiem zarządu kliniki. Pełnił też funkcję konsultanta w Polsce, Wielkiej Brytanii, Szwajcarii, jak również na Uniwersytecie Vermontu. Ukończył studia Master of Business Administration (zarządzanie ochroną zdrowia) i studia podyplomowe na Harvard Medical School, Temple University School of Medicine, American College of Physician Executives, American College of Cardiology, American Heart Association i American College of Managed Care Medicine. Doktoryzował się na University of the State of New York (medycyna) i na Uniwersytecie Jagiellońskim (nauki medyczne). W 1997 został docentem, natomiast w 2003 otrzymał amerykański stopień profesora medycyny klinicznej na University of Vermont College of Medicine.

## Osiągnięcia
Był współzałożycielem, prezesem i członkiem rady nadzorczej spółki operatorskiej Szpitale Polskie S.A., a także wykładowcą na Akademii Leona Koźmińskiego w Warszawie (MBA), Uniwersytecie Warmińsko-Mazurskim w Olsztynie (medyczne studia anglojęzyczne), Śląskim Uniwersytecie Medycznym, Uniwersytecie Medycznym w Poznaniu i na Uczelni Łazarskiego w Warszawie.
Jest autorem ponad stu publikacji z zakresu medycyny klinicznej, ekonomiki zdrowia, zdrowia publicznego i organizacji ochrony zdrowia. Publikował m.in. w The Lancet i w Journal of Clinical Oncology. W 1996 opublikował pierwszy światowy opis przypadku obrzęku tarczy nerwu wzrokowego jako pierwotnego objawu boreliozy. Jako pierwszy polski delegat w 43-letniej historii Światowego Kongresu Szpitali, wygłosił referat podczas spotkania w Omanie. Złożył do publikacji (jako główny badacz i kierujący projektem) raport z projektu Smoke Free Hospitals in Poland w ramach grantu National Cancer Institute (USA). Otrzymał tytuły Fellow of the American College of Physicians i Fellow of the European Society of Cardiology. Ma uprawnienia ratownika wodnego i kapitana jachtowego. Jest perkusistą w zespole muzycznym Kardioband.